# Bella Vista (Hannover)

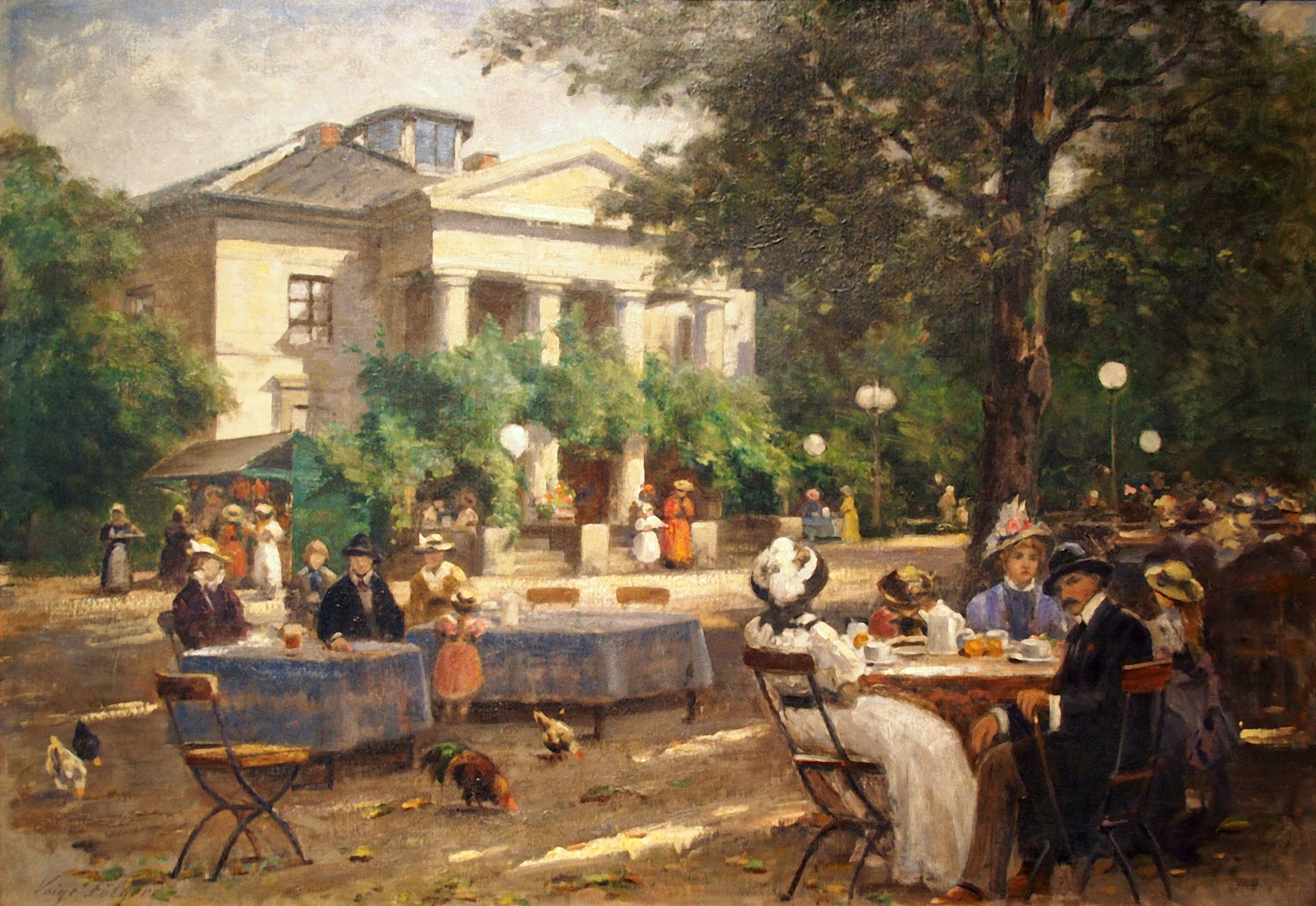
Bella Vista zur Zeit der Belle Époque;
August Voigt-Fölger, nach 1905; Historisches Museum Hannover

Bella Vista in Hannover war eine 1824 nach Plänen von Georg Ludwig Friedrich Laves erbaute Villa in einem von Franz Christian Schaumburg gestalteten Landschaftspark. An der Stelle dieses Parks zwischen dem Schützenplatz und der Bella-Vista-Brücke am Leineknie befindet sich heute die International School Hannover Region und ein Spazierweg namens Bella Vista inzwischen Maschpark und Maschsee.

## Geschichte

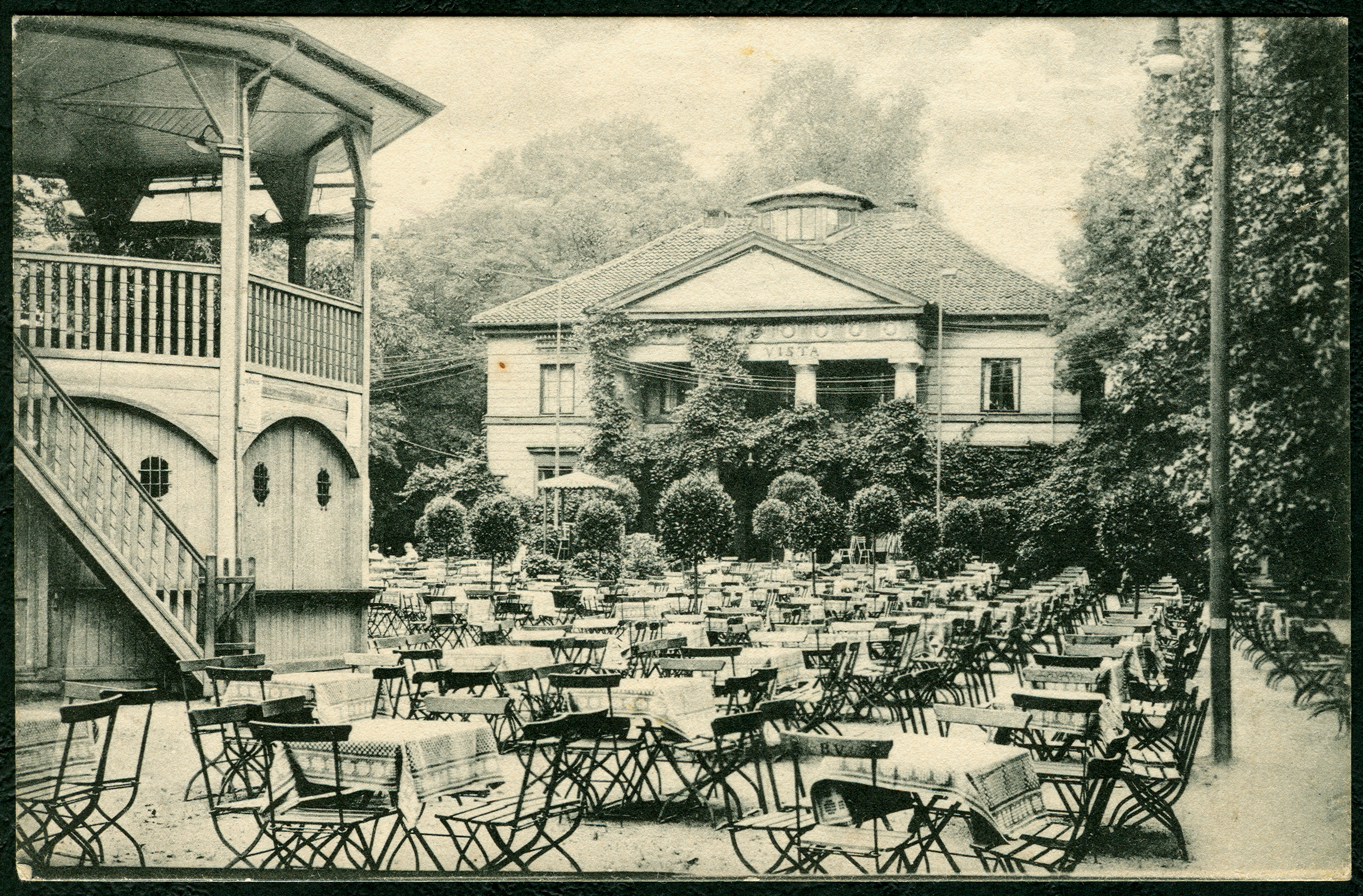
Bella Vista um 1910 als seinerzeit städtisches Etablissement mit Rotunde;
Ansichtskarte Nr. 1168 von Karl F. Wunder

Im Königreich Hannover erteilte der hannoversche Minister Caspar Detlev von Schulte dem Hofbaumeister Laves den Auftrag zum Bau seines Wohnhauses. Laves errichtete die Villa 1824 im Stil des Klassizismus. Seinen Namen erhielt Bella Vista („Schöne Aussicht“), da auf dem Dach ein gläserner Aussichtspavillon installiert war.
Auch der hannoversche Staats- und Finanzminister Caspar Detlev von Schulte, Vater der Hofmalerin Auguste von Schulte, wohnte hier während seiner Zeit in Hannover.

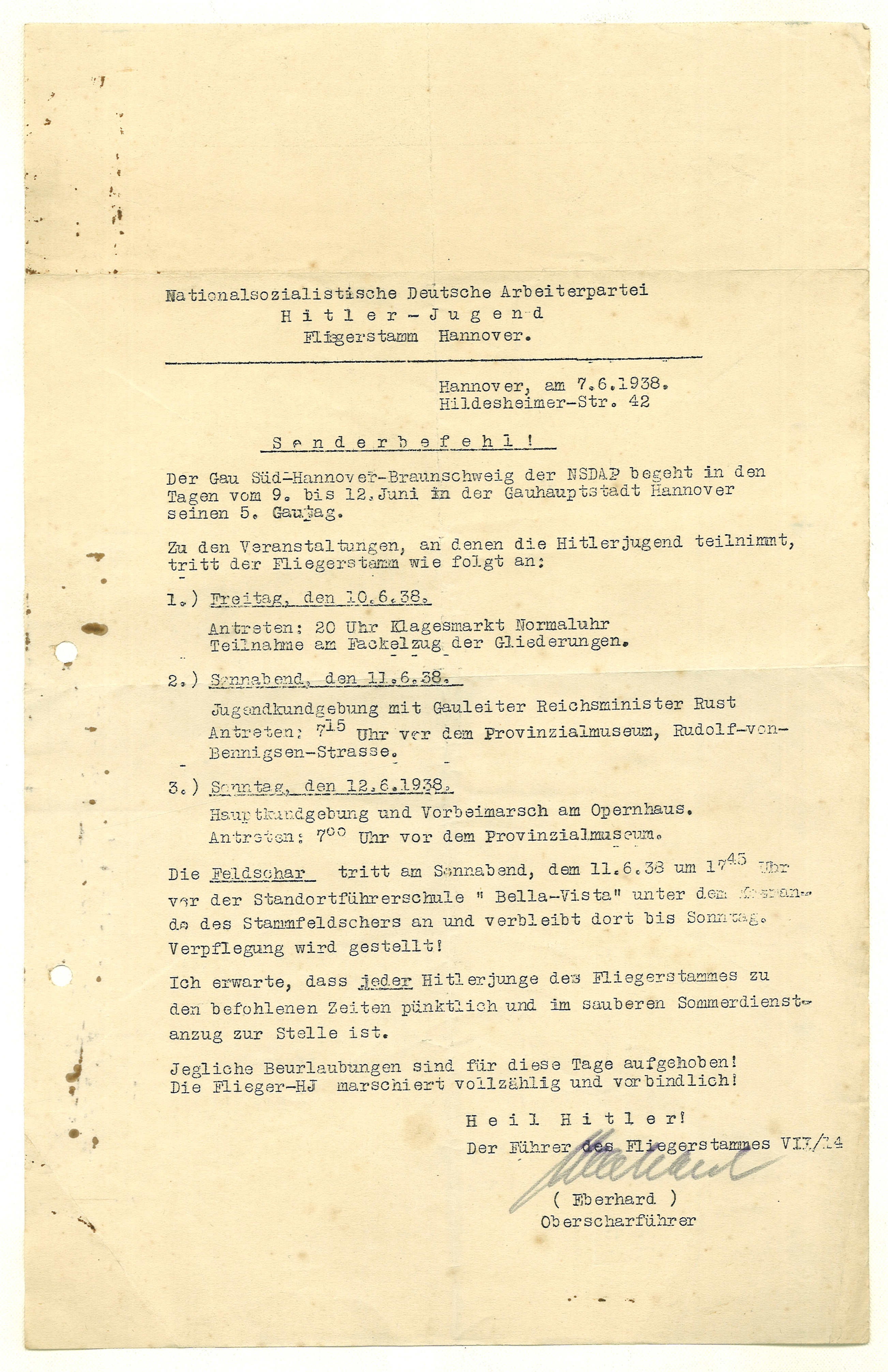
Sonderbefehl der NSDAP für die Hitler-Jugend – Fliegerstamm – vom 7. Juni 1938 zum Fackelzug vom Klagesmarkt über die Kundgebung am Opernhaus bis Bella Vista

Nach dem Tod des Bauherrn verkaufte die Witwe 1850 das Anwesen an die Stadt Hannover, die das Gebäude nebst Gelände als Restaurant und Vergnügungs-Etablissement einrichtete, allerdings mit mäßigem Erfolg. Erst nach dem Deutsch-Deutschen Krieg und der Annexion des Königreichs durch Preußen gelang nach 1866 mit dem Pächter Karl Röpcke größerer Erfolg.
Zur Zeit des Kaiserreichs wurde das Gebäude 1886 um eine Tanzhalle ergänzt und um eine Rotunde für die Musikkapelle der Gartenkonzerte. Großen Anklang fanden seitdem die Sinfonie-Konzerte der Kapelle des 73. Regiments, Feuerwerke im großen Stil sowie niedersächsische Volksfeste. Zulauf hatten auch die Aufstiege von Heißluftballons, eine zugefügte, asphaltierte Rollschuhbahn und – anfangs – auch die Treffen der Veteranen der Schlacht bei Langensalza von 1866.
1895 eröffnete die Fahrrad-Großhandlung Friedrich C. Wagener in Bella Vista eine Radfahrschule mit eigens eingerichteter Übungsbahn für die Sommermonate, bevor der Unternehmer und Radsportler 1897 im Nordstädter Gesellschaftshaus dann auch eine Winter-Radfahrschule betrieb.
Nach dem Ersten Weltkrieg ging es mit dem Lokal bergab. In der Weimarer Republik wurde die Immobilie 1921 in ein Jugendheim umgewandelt.
Nach der Machtergreifung funktionierten die Nationalsozialisten das Gebäude 1936 in eine „Führerschule“ der Hitlerjugend um. Das Bella Vista wurde 1943 im Bombenkrieg zerstört.
Im Wiederaufbau wurde auf dem Gelände des ehemaligen Landschaftsgartens von 1952 bis 1954 von den Architekten Werner Dierschke und A. Bätjer (Stadtbauamt Hannover) ein Neubau für das Ratsgymnasium errichtet. Mit dem Abschluss der Bauarbeiten wurde 1954 auch der Spazierweg Bella Vista angelegt, der von der ehemaligen Waterloostraße zum Schützenhausweg an der alten Bella-Vista-Brücke führt.
Nach der Eingliederung des Ratsgymnasiums 1994 in das Kaiser-Wilhelm-Gymnasium in der Seelhorststraße wurde im Jahr 2000 die International School Hannover Region hierher verlegt.